# 路德會沙崙學校

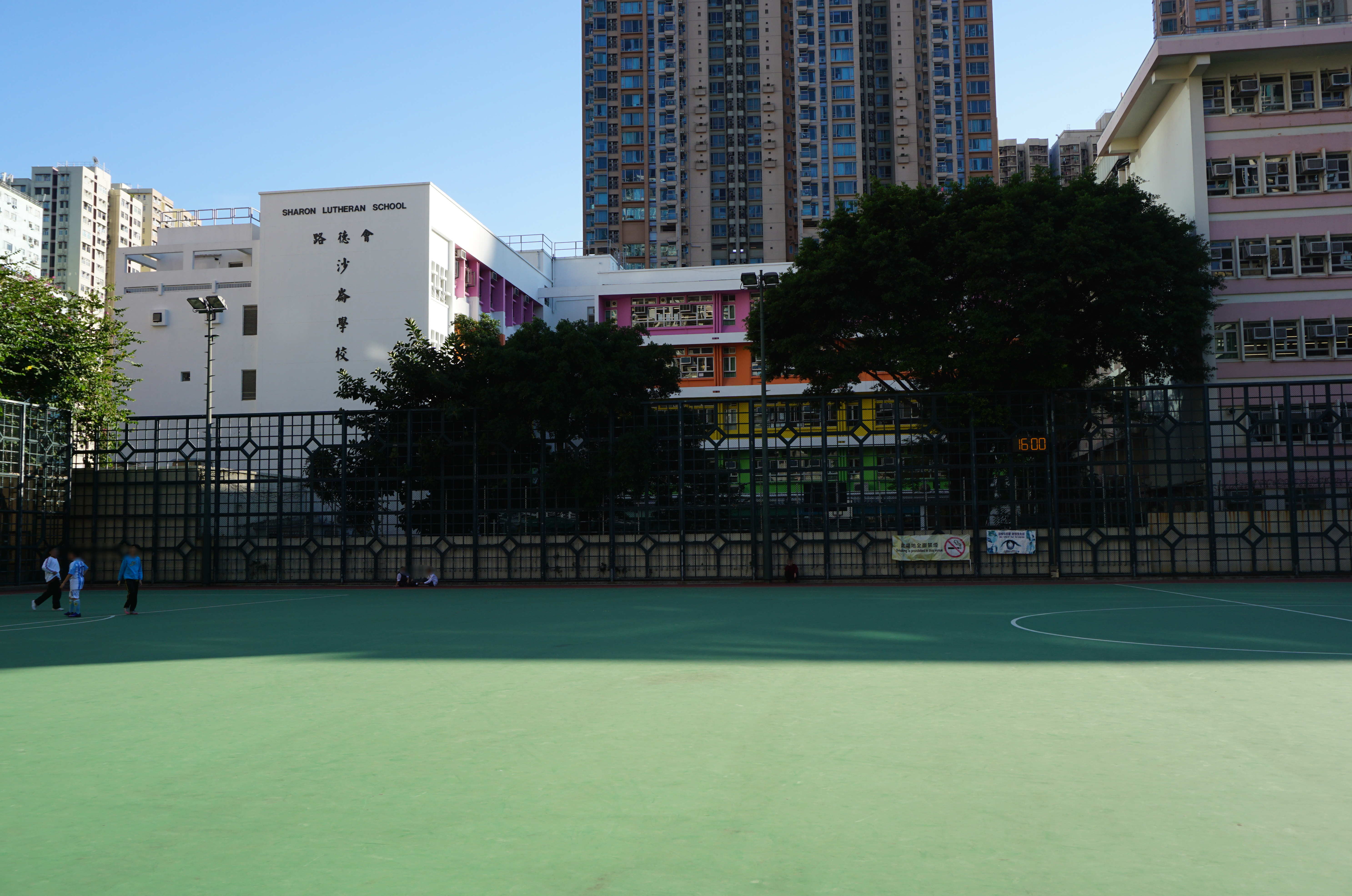
路德會沙崙學校校舍背面

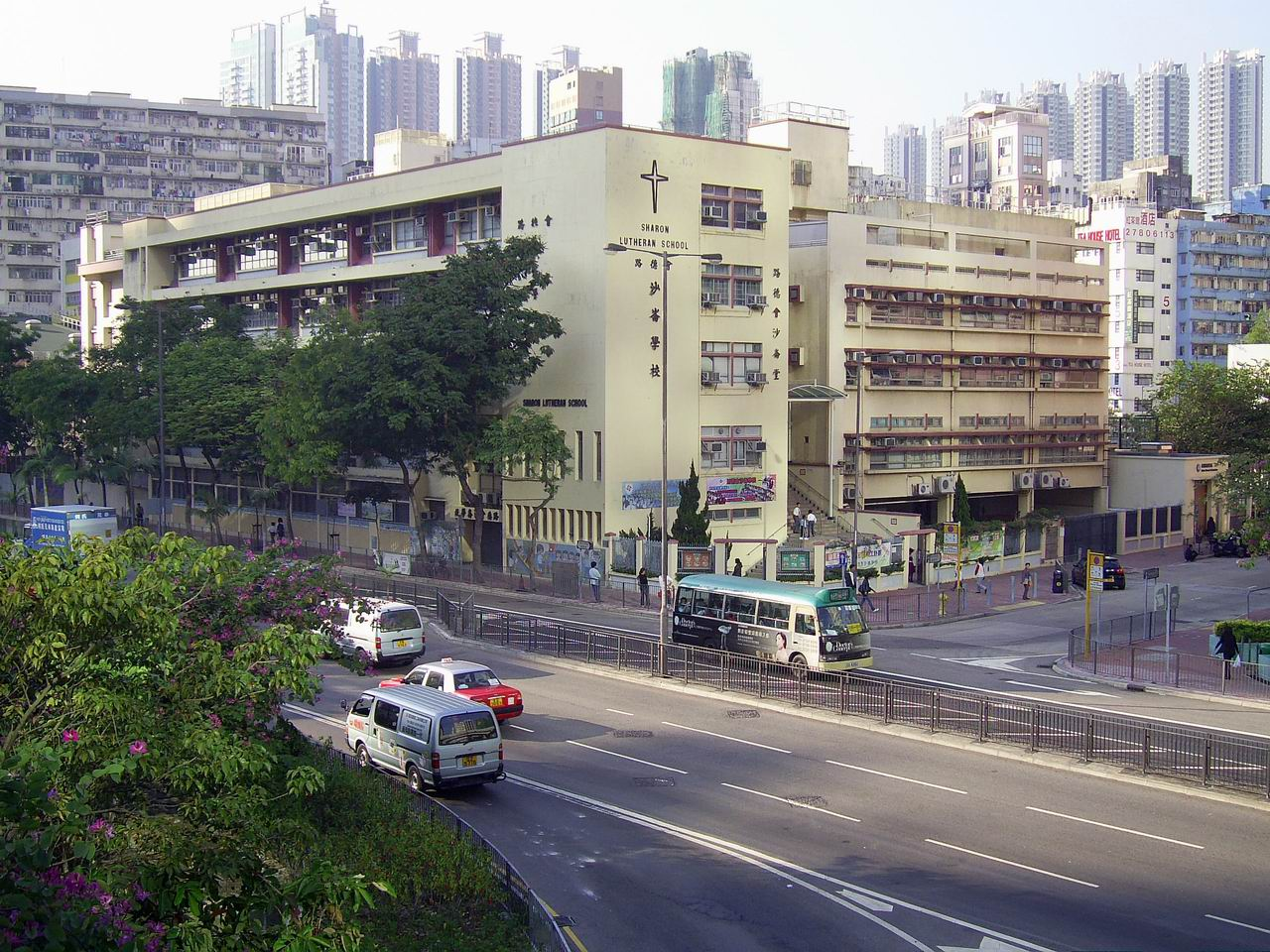
2008年的路德會沙崙學校

路德會沙崙學校（英語：Sharon Lutheran School）是香港一間小學，位於九龍大角咀櫻桃街。曾經開辦上、下午校，現轉為全日制小學。

## 校政管理
歷任校監
- 黃廣智 先生[1]
- 陳柱中 先生

歷任校長
- 高志雄 先生（上午校）
- 陳滌恥 先生（下午校）[2]
- 任竹嬌 女士

歷任副校長
- 楊紫欣 女士

## 設施
路德會沙崙學校樓高五層，設有28個標準課室及多個特別室，其中包括：籃球場、有蓋操場、視聽室、禮堂、特別室、音樂室、圖書館、輔導室、舞蹈室、視覺藝術室、英語室、教具室、資訊科技學習室、多媒體教學室、活動室、會議室、會客室、學生輔導室、英文讀本教學資源中心、教職員辦公室及教師休息室等。

## 外部連結
- 官方网站